# Девід (ураган)
Ураган «Девід» (англ. Hurricane David) — потужний та смертоносний ураган кабовердійського типу, який спричинив масову загибель людей у Домініканській Республіці в серпні 1979 року, найсильніший ураган, що обрушився на країну за всю історію. Девід перший ураган, який вразив Малі Антильські острови після урагану Інес у 1966 році. Девід єдиний ураган 5 категорії, який обрушився на Домініканську Республіку в 20 столітті.

## Метеорологічна історія

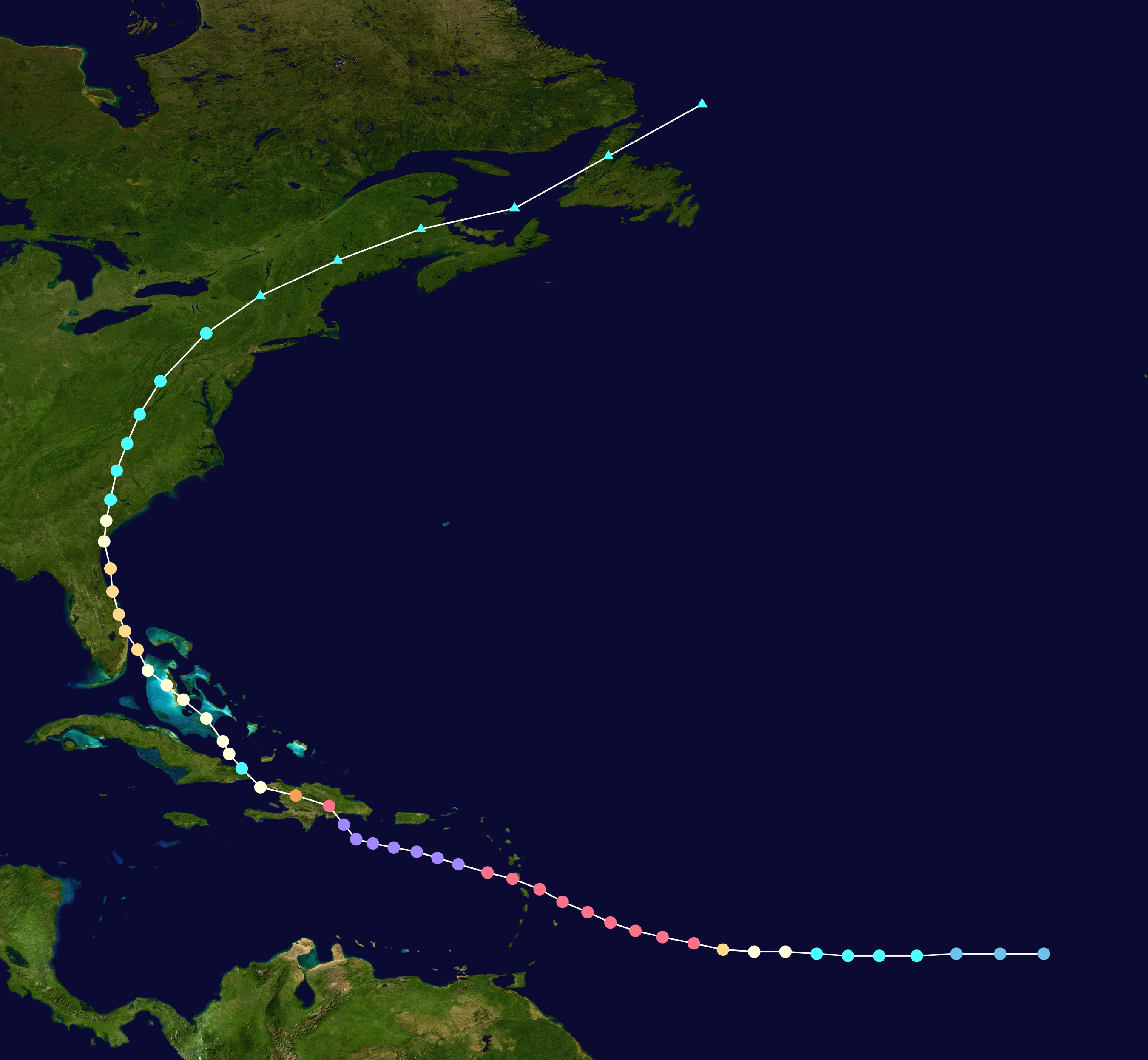
Карта шляху і інтенсивності Урагану Девід за шкалою Саффіра–Сімпсона

25 серпня Національний центр ураганів США повідомив, що тропічна депресія розвинулась у зоні порушеної погоди, яка розташована приблизно в 870 милях (1400 км) на південний схід від островів Зеленого Мису. Протягом цього дня депресія поступово розвивалася далі, коли вона рухалася на захід, під впливом субтропічного хребта високого тиску, який був розташований на північ від системи, раніше протягом наступного дня NHC повідомив, що система стала тропічним штормом і назвав його Девідом. Ставши ураганом 27 серпня, він рухався на північний-захід, перш ніж увійти в період швидкого посилення який привів його до інтенсивності 150 миль в годину (240 км/г) 28 серпня. Незначні коливання інтенсивності відбулося до того, як ураган спустошив Малі Антильські острови та Домініку на наступний день. Девід продовжував рухатись на північний- захід, і посилився до 5-ї категорії на північному-сході Карибського моря, досягаючи піку інтенсивності з максимумом вітру 175 миль в годину (280 км/г) і мінімальний центральний тиск 924 мбар (27,3 INhg) 30 серпня. Жолоб верхнього рівня направив ураган на північ як ураган 5 категорії 31 серпня. Око пройшло майже прямо над Санто-Домінго, столицею Домініканської Республіки. Девід перетнув острів і вийшов у вигляді слабкого урагану після того, як залишив острови.

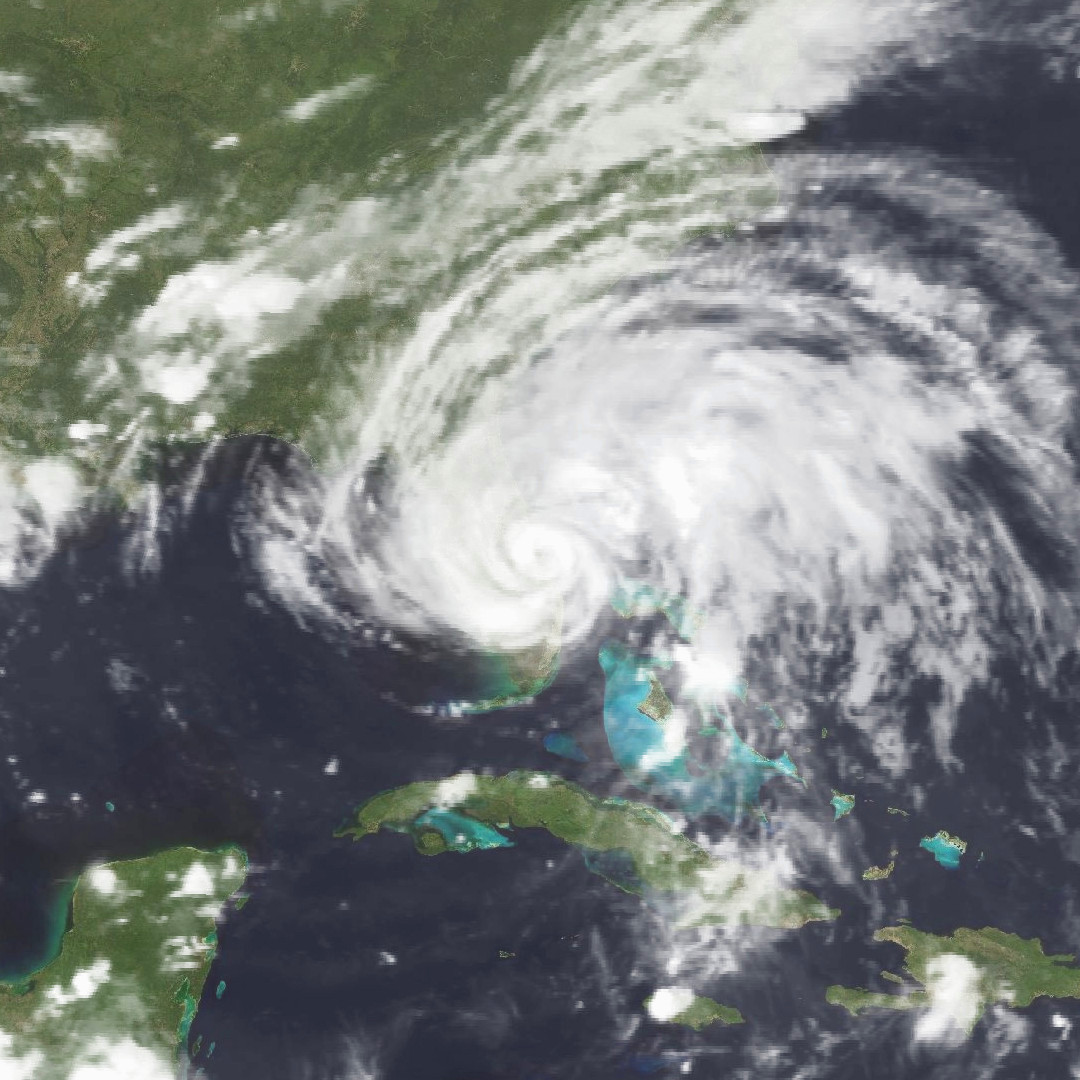
Ураган Девід обрушився на Флориду 3 вересня

Після перетину протоки, Давид обрушився східну Кубу як мінімальний ураган, 1 вересня ослаб до тропічного шторму, але потім швидко знову швидко набрав сили, коли знову досяг Багамських островів. Девід повернув на північний-захід уздовж західної периферії субтропічного хребта і знову посилився до урагану 2 категорії над Багамськими островами, де він завдав серйозних збитків. Незважаючи на початкові прогнози про прогнозований вихід на берег у Маямі, штат Флорида, ураган повернувся на північний-захід безпосередньо перед виходом на берег, щоб вдарити біля Вест-Палм-Біч, штат Флорида, 3 вересня. Він проходив паралельно узбережжю Флориди, поки не вийшов у західну частину Атлантичного океану в Нью-Смірна-Біч, Флорида, пізніше 3 вересня. Девід продовжив рух на північний-захід і здійснив свій остаточний вихід на південь від Савани, штат Джорджія, як мінімальний ураган 5 вересня. Він повернув на північний-схід, слабшаючи над землею, і став позатропічним штормом 6 вересня над Нью-Йорком. Як позатропічний шторм Девід продовжував рухатись на північний-схід над Новою Англією. Давид знову посилився, коли він перетнув далеку північну Атлантику, обрізаючи північно-західну Ісландію, а потім 10 вересня просунувся на схід на північ від Фарерських островів.

## Підготовка
За кілька днів до удару в Домініку, спочатку очікувалося, що Девід вдарить по Барбадосі і пощадить Домініку. Однак 29 серпня поворот за кілька годин до руху через цей район призвів до прямого удару урагану зі швидкістю 150 миль/год (240 км/год) на південну частину Домініки. Навіть коли ставало все більш зрозумілим, що Девід прямує на острів, мешканці, здається, не сприймали ситуацію серйозно. Частково це можна пояснити тим фактом, що місцеві радіопопередження були мінімальними, а схеми готовності до стихійних лих по суті не існували. Крім того, Домініка не зазнала великого урагану з 1930 року, що призвело до самовдоволення значної частини населення. Виявилося, що це мало катастрофічні наслідки для острівної держави.
Близько 400 000 людей евакуювали в Сполучених Штатах в очікуванні Девіда, у тому числі 300 000 людей у південно-східній Флориді через прогнозований вихід на сушу між Флорида-Кіс і Палм-Біч. З них 78 000 переїхали до притулків, а інші або залишилися в будинках друзів далі вглиб країни, або вирушили на північ. Вийшовши на берег під час вихідних Дня праці, Девід змусив скасувати багато заходів у великому районі Маямі.

## Замітки
Ім'я Девід було скасовано після цього шторму через його спустошення та високу кількість загиблих, і більше ніколи не використовуватиметься для урагану в Атлантиці, що робить його першим чоловічим ім'ям урагану в Атлантичному океані, яке було скасовано. Він був замінений Денні за сезон 1985 року.